# Michel Escale
 (février 2023).
Si vous disposez d'ouvrages ou d'articles de référence ou si vous connaissez des sites web de qualité traitant du thème abordé ici, merci de compléter l'article en donnant les références utiles à sa vérifiabilité et en les liant à la section « Notes et références ».
Pour les articles homonymes, voir Escale (homonymie).
Michel Escale, né le 30 juin 1960 à Paris 6e, est un artiste peintre français.
Il a passé son enfance en Catalogne puis à Paris, y a étudié l'architecture, puis a exercé divers métiers dans le monde de la radiodiffusion de 1981 à 2001 à Paris, Genève, Annecy.

## Expositions
- 2007-2008 : Galerie Saint-François, Megève
- 2007 : Galerie Voltaire, Grenoble
- 2006 : Galerie Jean Touzot, Paris 6e
- 2006 : Galerie Voltaire, Grenoble
- 2005 : Galerie des Castels, Lascazeres 65700
- 2005 : Galerie du Casino d'Uriage, Palais de la Source
- 2005 : Galerie du moulin des Acacias, Le Fontanil, Grenoble
- 2005 : Galerie Voltaire, Grenoble
- 2004 : Galerie Voghera, Manosque
- 2004 : Espace Nicole Lory, Vincennes
- 2004 : Galerie Le Depôt Matignon, Rond-point des Champs Élysées, Paris
- 2004 : Galerie Kohok, Saint-Étienne
- 2002 : Galerie de Warens, Annecy
- 2001 : Galerie de Warens, Annecy
- 1996 : Galerie des Halles, Mairie de Vizille
- 1996 : Le Cargo, Marseille
- 1995 : Galerie Chantal Melanson, Annecy
- 1994 : Galerie Chantal Melanson, Annecy

## Expositions collectives
- 2006 : Invité d'honneur du 3e Salon International d'Arts Plastiques de Perpignan. SIAPPE 2006
- 2005 : Galerie Voltaire, Grenoble
- 2005 : Galerie des Castels, Lascazeres
- 2005 : Expo Textes et arts plastiques
- Tissages 2005 à Antibes, au centre d'art contemporain/transdisciplinarité * Caravan café
- 2005 : Cat'Art, Centre d'Art Contemporain, La Forge, 11230, Sainte-Colombe sur l'Hers
- 2004 : Invité d'honneur du 12e Salon d'art Picturales  à Thônes, Haute-Savoie en décembre 2004
- 2004 : Le Transformateur, Galerie art et design, Annecy
- 2004 : Galerie des Castels, Lascazeres
- 2004 : Galerie Kohok, Saint-Étienne
- 2004 : 1er SAMI, Salon d'Art du Mini format, médaille d'or, palais des Congrès, Perpignan
- 2004 : Galerie Le dépôt Matignon, rond-point des Champs-Élysées, Paris
- 2004 : Galeria. BCN. Art Directe, Flores, Barcelone
- 2003-2004 : Création,  peinture murale de (700x150 ) Thème : Les Biotechnologies Gerland, avenue Tony Garnier. Lyon, France. Avec La Cité de la Création, la mairie de Lyon 7e et la communauté urbaine de Lyon
- 2002 : Galerie Carmen Marcos.BCN. Espai Art Directe, Barcelone
- 2002 : Mostra d'Art de la Mediterrània, Blanes, Espagne
- 2002 : Agora, d'Art Contemporain de Conflans-Sainte-Honorine
- 2001 : 1er Prix de peinture contemporaine
- 2000 : Galerie de Warens Annecy, France
- 2000 : Galerie Chantal Melanson, Annecy
- 1998 : Annecy Rencontre des Arts. Annecy
- 1999 : Galerie des Arts, Entrelacs 9, Gérardmer
- 1999 : Salon des Arts Contemporains, Bassens, Chambéry
- 1999 : 1er prix de peinture contemporaine
- 1998 : M.A.C. 98. Montmélian Salon Art Contemporain, France
- 1998 : Galerie Chantal Melanson. Collectif, Annecy
- 1997 : Cours des arts, Galerie Nadir, Galerie Perceval, ville d'Annecy
- 1996 : Galerie des Arts, 96. Entrelacs, Gérardmer
- 1995 : Le Cargo, Marseille 96, enchères au profit de AIDS
- 1995 : 1er et 2e Cours des Arts d'Annecy, Galerie Perceval
- 1994 : Tremplin de la, Annecy, Novel, Invité Hors Concours 94
- 1991-1992 : musée-château d'Annecy. (Invité par Annie Ducreux, conservatrice) Commande Publique